# Emil Forsberg
Emil Peter Forsberg, född 23 oktober 1991 i Selångers församling i Sundsvall, är en svensk fotbollsspelare som spelar för New York Red Bulls i amerikanska Major League Soccer. Han representerar även det svenska landslaget.

## Biografi
Emil Forsberg är son till den före detta GIF Sundsvall-spelaren Leif Forsberg. Även Emils farfar Lennart Forsberg spelade i GIF Sundsvall.

## Klubblagskarriär
Forsbergs moderklubb är GIF Sundsvall. Han debuterade för klubben i Superettan 2009. I allsvenskan 2012 gjorde Emil Forsberg 6 mål i det Sundsvall som degraderades efter kvalförlust mot Halmstad BK.
I december 2012 värvades Forsberg av Malmö FF. Forsberg blev svensk mästare med Malmö FF 2013 och 2014, och vann även svenska cupen. Efter ett första år, då han sällan spelade hela matcher, tog han steget fullt ut och blev en av Malmö FF:s viktigaste offensiva spelare i såväl allsvenskan som gruppspelet i Uefa Champions League.Den 12 juli 2014 gjorde Forsberg hattrick när Malmö besegrade Åtvidabergs FF med 3-0. Den 27 september 2014 gjorde han sitt andra hattrick för säsongen, i 4–1-vinsten över Mjällby AIF. 
I januari 2015 värvades Forsberg av RB Leipzig som då låg i den tyska andra divisionen 2.Bundesliga.  I februari 2016 förlängdes hans kontrakt fram till 2021, samma år gick laget upp i Bundesliga. Som nykomling slutade laget på andra plats, och Forsberg gjorde flest assist i hela Bundesliga 2016/17   Det blev totalt nio år i den tyska klubben. Forsberg gjorde 71 mål och 68 assist på totalt 325 tävlingsmatcher för Leipzig. Han har varit med och vunnit två tyska cuptitlar, 2022 och 2023, och en tysk supercuptitel 2024.
I januari 2024 värvades han till New York Red Bulls. Forsberg debuterade i MLS i matchen mot Nashville 26 februari 2024.  Hans kontrakt sträcker sig över 2026. Forsberg förväntas dessutom få ett jobb i Red Bull-koncernen efter karriären.

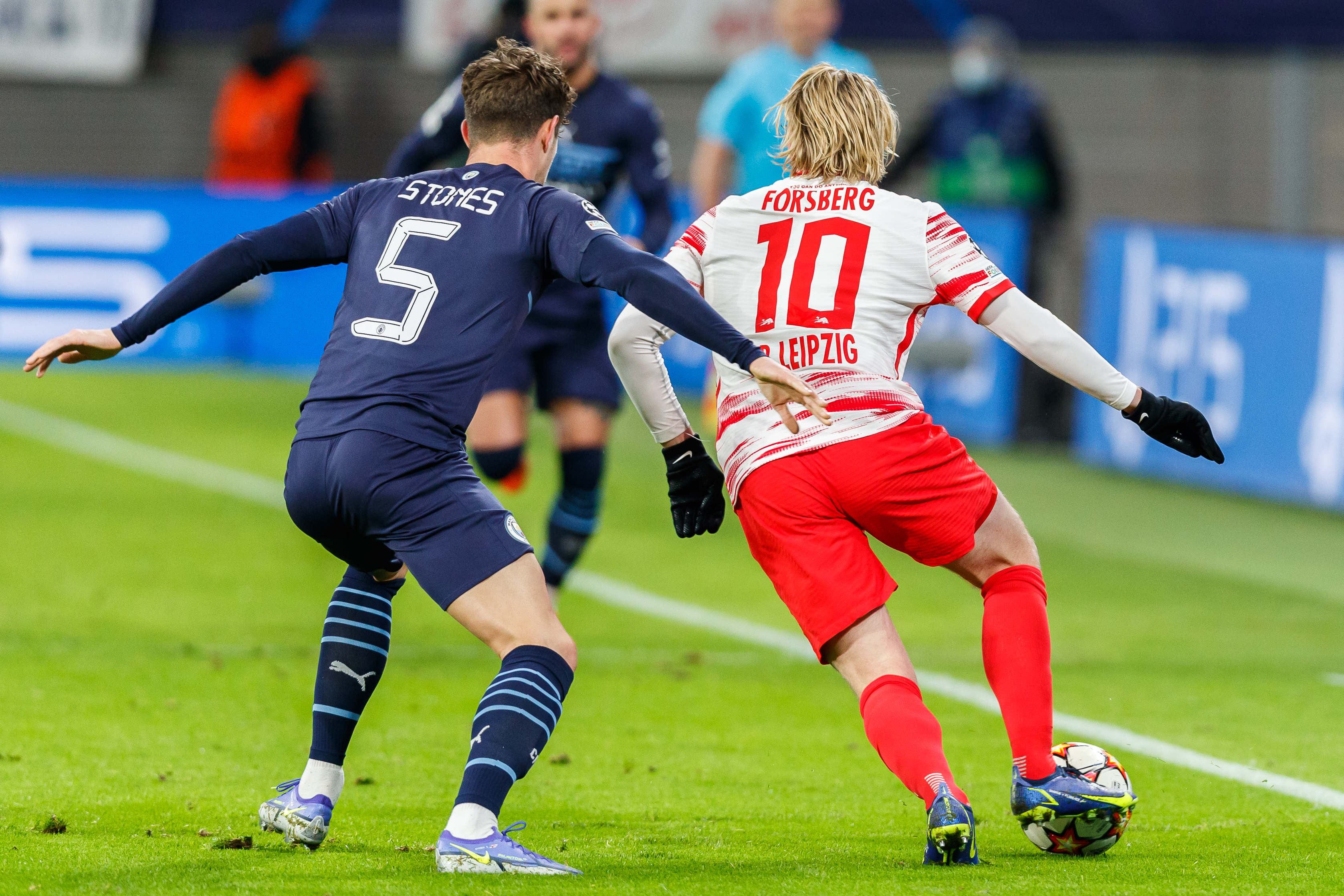
Forsberg (höger) i kamp med John Stones (vänster), december 2021

## Landslagskarriär
Forsberg gjorde sin seniordebut i landslaget den 17 januari 2014, i en vänskapsmatch mot Moldavien som man vann med 2–1.
Emil Forsberg startade i samtliga Sveriges matcher i EM 2016 i Frankrike. Öppningsmatchen slutade 1-1 mot Irland. Sverige förlorade sedan mot både Italien och Belgien, och Erik Hamrén slutade som förbundskapten efter mästerskapet.
Janne Andersson tog över landslaget och Forsberg spelade en viktig roll då Sverige tog sig till fotbolls-VM 2018 i Ryssland. Forsberg startade samtliga matcher för Sverige i mästerskapet och gjorde segermålet i åttondelsfinalen mot Schweiz. Mittfältaren fick bollen, gjorde en skottfint och sköt bollen via Manuel Akanji in i mål. Sverige blev sedan utslagna av England i kvartsfinalen.
I EM 2020 gjorde Forsberg fyra mål. Han avgjorde matchen mot Slovakien med sin straffspark. Forsberg låg även bakom Sveriges 3-2-seger mot Polen med sina två mål.  Det svenska landslaget tog sig till åttondelsfinal mot Ukraina där de förlorade med 2-1. Emil Forsberg gjorde Sveriges enda mål under matchen. Efter ovärderliga insatser för landslaget under hela året, kombinerat med bra spel i tyska klubblaget RB Leipzig tilldelades Emil Forsberg Guldbollen 2021.
Med Jon Dahl Tomasson som ny förbundskapten blev det färre minuter för Forsberg i landslaget, men han fick komma in som avbytare i Nations League matchen mot Azerbajdzjan den 19 november 2024, som även blev Forsbergs 90:e landskamp.

## Privatliv
Den 17 juli 2016 gifte Forsberg sig med Shanga Hussain, som tidigare spelat i RB Leipzigs damlag. De har två barn födda i augusti 2018 respektive juni 2023. Paret separerade och inledde skilsmässa under 2024.

## Statistik

### Klubbmeriter
Malmö FF
- Allsvenskan: 2013, 2014
- Svenska Supercupen: 2013, 2014

RB Leipzig
- DFB-Pokal: 2021–22, 2022–23

### Individuellt
- Guldbollen: 2021
- Allsvenskans stora pris: Årets mittfältare 2014

### Klubbstatistik
| Klubb                                                  | Säsong            | Inhemsk liga      | Inhemsk liga | Inhemsk liga | Nat. täv. | Nat. täv. | Internat. täv. | Internat. täv. | Totalt | Totalt |
| Klubb                                                  | Säsong            | Serie             | SM           | Mål          | SM        | Mål       | SM             | Mål            | SM     | Mål    |
| ------------------------------------------------------ | ----------------- | ----------------- | ------------ | ------------ | --------- | --------- | -------------- | -------------- | ------ | ------ |
| GIF Sundsvall                                          | 2009              | Superettan        | 19           | 1            | 0         | 0         | 0              | 0              | 19     | 1      |
| GIF Sundsvall                                          | 2010              | Superettan        | 30           | 6            | 2         | 0         | 0              | 0              | 32     | 6      |
| GIF Sundsvall                                          | 2011              | Superettan        | 27           | 11           | 2         | 3         | 0              | 0              | 29     | 14     |
| GIF Sundsvall                                          | 2012              | Allsvenskan       | 21           | 6            | 1         | 0         | 0              | 0              | 22     | 6      |
| GIF Sundsvall                                          | Totalt i klubblag | Totalt i klubblag | 97           | 24           | 5         | 3         | 0              | 0              | 102    | 27     |
| Malmö FF                                               | 2013              | Allsvenskan       | 28           | 5            | 4         | 0         | 6              | 2              | 38     | 7      |
| Malmö FF                                               | 2014              | Allsvenskan       | 29           | 14           | 5         | 2         | 12             | 2              | 46     | 18     |
| Malmö FF                                               | Totalt i klubblag | Totalt i klubblag | 57           | 19           | 9         | 2         | 18             | 4              | 84     | 25     |
| RB Leipzig                                             | 2014–15           | 2. Bundesliga     | 14           | 0            | 1         | 0         | 0              | 0              | 15     | 0      |
| RB Leipzig                                             | 2015–16           | 2. Bundesliga     | 32           | 8            | 1         | 0         | 0              | 0              | 33     | 8      |
| RB Leipzig                                             | 2016–17           | Bundesliga        | 30           | 8            | 1         | 0         | 0              | 0              | 31     | 8      |
| RB Leipzig                                             | 2017–18           | Bundesliga        | 18           | 2            | 1         | 1         | 7              | 2              | 26     | 5      |
| RB Leipzig                                             | Totalt i klubblag | Totalt i klubblag | 94           | 18           | 4         | 1         | 7              | 2              | 105    | 21     |
| Antal matcher och mål är korrekt per den 31 mars, 2018 |                   |                   |              |              |           |           |                |                |        |        |

### Landslagsmål
| Nr  | Datum            | Arena                                                | Motståndare | Mål | Resultat | Tävling           |
| --- | ---------------- | ---------------------------------------------------- | ----------- | --- | -------- | ----------------- |
| 1.  | 14 november 2015 | Friends Arena, Stockholm, Sverige                    | Danmark     | 1–0 | 2–1      | Kval till EM 2016 |
| 2.  | 5 juni 2016      | Friends Arena, Stockholm, Sverige                    | Wales       | 1–0 | 3–0      | Vänskapsmatch     |
| 3.  | 11 november 2016 | Stade de France, Saint-Denis, Frankrike              | Frankrike   | 1–0 | 1–2      | Kval till VM 2018 |
| 4.  | 25 mars 2017     | Friends Arena, Stockholm, Sverige                    | Vitryssland | 1–0 | 4–0      | Kval till VM 2018 |
| 5.  | 25 mars 2017     | Friends Arena, Stockholm, Sverige                    | Vitryssland | 2–0 | 4–0      | Kval till VM 2018 |
| 6.  | 3 september 2017 | Borisov Arena, Barysaŭ, Vitryssland                  | Vitryssland | 1–0 | 4–0      | Kval till VM 2018 |
| 7.  | 3 juli 2018      | Sankt Petersburg Stadion, Sankt Petersburg, Ryssland | Schweiz     | 1–0 | 1–0      | VM 2018           |
| 8.  | 8 september 2019 | Friends Arena, Stockholm, Sverige                    | Norge       | 1–1 | 1–1      | Kval till EM 2020 |
| 9.  | 5 juni 2021      | Friends Arena, Stockholm, Sverige                    | Armenien    | 1–0 | 3–1      | Vänskapmatch      |
| 10. | 18 juni 2021     | Krestovskij stadion, Sankt Petersburg, Ryssland      | Slovakien   | 1–0 | 1–0      | EM 2020           |
| 11. | 23 juni 2021     | Krestovskij stadion, Sankt Petersburg, Ryssland      | Polen       | 1–0 | 3–2      | EM 2020           |
| 12. | 23 juni 2021     | Krestovskij stadion, Sankt Petersburg, Ryssland      | Polen       | 2–0 | 3–2      | EM 2020           |
| 13. | 29 juni 2021     | Hampden Park, Glasgow, Skottland                     | Ukraina     | 1–1 | 1–2      | EM 2020           |
| 14. | 9 oktober 2021   | Friends Arena, Stockholm, Sverige                    | Kosovo      | 1–0 | 3–0      | Kval till VM 2022 |
| 15. | 12 oktober 2021  | Friends Arena, Stockholm, Sverige                    | Grekland    | 1–0 | 2–0      | Kval till VM 2022 |